# O Homem sem Passado
Mies vailla menneisyyttä (pt/br: O Homem sem Passado) é um filme de drama, romance e comédia teuto-finlandês de 2002 dirigido e escrito por Aki Kaurismäki. 
Foi indicado ao Oscar de melhor filme estrangeiro na edição de 2003, representando a Finlândia.

## Elenco
- Markku Peltola - M
- Kati Outinen - Irma
- Juhani Niemelä - Nieminen
- Kaija Pakarinen - Kaisa Nieminen
- Sakari Kuosmanen - Anttila
- Annikki Tähti
- Anneli Sauli
- Elina Salo